# Peltopse des plaines
Peltops blainvillii
Espèce
Statut de conservation UICN

 LC  : Préoccupation mineure
Le Peltopse des plaines (Peltops blainvillii) est une espèce de passereaux de la famille des Artamidae.

## Répartition
Il habite en Nouvelle-Guinée.

## Habitat
On le trouve dans les forêts en dessous de 600 m d'altitude.